# Showbiz Televisión
Showbiz Televisión fue un canal de cine de televisión por cable operado por Metrópolis Intercom (fusionada con VTR en julio de 2005).

## Historia
Su origen data en septiembre de 1987, mismo año cuando TV Cable Intercom operaba recién sus operaciones. Inicialmente bajo el nombre de Cable Cine, Canal 2, el canal ofrecía 3 películas diarias hasta estrenos desde las 19:00 hasta las 00:00 horas.
Más adelante, durante comienzos de los años '90, Cable Cine aumentaba su programación a 24 horas al día y además de exhibir películas, también presentaba variados programas de producción externa, por ejemplo, el programa turístico Turismo Show, conducido por el actual terapeuta de parejas y escritor chileno Ricardo Cariaga Guillot (hermano del fallecido productor de televisión Gustavo Cariaga Guillot) y producido por la productora TV Tour. Cable Cine ofrecía un servicio interactivo exclusivo llamado Cine Opción, donde se podía elegir la película que se quisiera ver.
A comienzos de 1995, luego de que se cumpliera la concesión de la frecuencia 2 de la TV abierta, Cable Cine se mudó de la frecuencia 2 al 23 y en agosto de ese año, Cable Cine comenzó su expansión a todo el país inicialmente en Rancagua, gracias a la llegada de Intercom a dicha ciudad.
El lugar donde se operaban las emisiones de Cable Cine estaban en Av. Santa María 5542, Vitacura, en las dependencias del diario El Mercurio y de TV Cable Intercom.
En enero de 1996, TV Cable Intercom se fusionó con Metrópolis, la cual hizo que Cable Cine esté en esa cableoperadora y en abril de 1997, cambiaron de nombre al canal, de Cable Cine a Showbiz, y ofrecía las películas que ofrecía Cable Cine, además emitía los partidos del fútbol chileno, y también algunos programas propios, series y dibujos animados clásicos.
Para el año 1999, Showbiz Televisión continuaba su expansión regional llegando a Viña del Mar y en abril de 2003 en Concepción.
Por último, algunos de los programas que exhibió Showbiz Televisión fueron programas deportivos de producción externa, Paulina y... (con Paulina Nin de Cardona, producido por su productora Topíssima) y el regreso del programa Plaza Italia con Marcelo Comparini (luego en Canal 13 Cable), ambos en 2003.

## Cierre y cambio de formato
El 1 de julio de 2005, Metrópolis y VTR se fusionaron para convertirse en VTR. Showbiz Televisión ofrecía en su última etapa, películas, series, dibujos animados, algunos programas deportivos de producción externa y propia y la programación educativa del proyecto Novasur, que duró hasta fines de 2006 cuando su programación educativa se trasladó a ARTV.
La programación deportiva fue ganando más audiencia durante el 2005, tanto así que a finales de 2006, Showbiz Televisión cerraba sus emisiones para dar paso a Vive! Deportes. 
La nueva señal que reemplazó a Showbiz hizo que su cobertura llegue a todo el país por las frecuencias ocupadas por TyC Sports desde enero de 2007.

## Eslóganes
- 1992-1997: El canal de película
- 1997-1999: La mejor entretención
- 1999-2000: Así entendemos la entretención